# الحزب الديمقراطي الشعبي الأفغاني
الحزب الديمقراطي الشعبي الأفغاني هو حزب شيوعي تأسس في سنة 1965 في أفغانستان بدعم من الاتحاد السوفييتي البلد المُجاور لأفغانستان آنذاك وقد ساعد هذا الحزب محمد داود خان على الانقلاب ضد قريبه محمد ظاهر شاه الذي أسس جمهورية أفغانستان، بعد الانقلاب بفترة قصيرة أصبح داؤد ضد الحزب الشيوعي، فلاحقت الحكومة الشيوعيين وقطعت علاقاتها مع الاتحاد السوفييتي، في سنة 1978 أسس الحزب الشيوعي الأفغاني الجيش الوطني الأفغاني، حيث حارب الحكومة الأفغانية وتمكن من خلع الرئيس محمد داود خان من الرئاسة وأسست جمهورية أفغانستان الديمقراطية.